# كارل إدوارد فيلهلم بايبر
كارل إدوارد فيلهلم بايبر (بالسويدية: Carl Edward Wilhelm Piper)‏ هو دبلوماسي سويدي، ولد في 28 يناير 1820، وتوفي في 25 سبتمبر 1891.